# Cyclocephala ruficollis
Cyclocephala ruficollis är en skalbaggsart som beskrevs av Hermann Burmeister 1847. Cyclocephala ruficollis ingår i släktet Cyclocephala och familjen Dynastidae. Inga underarter finns listade i Catalogue of Life.